# 宗麟原供養塔

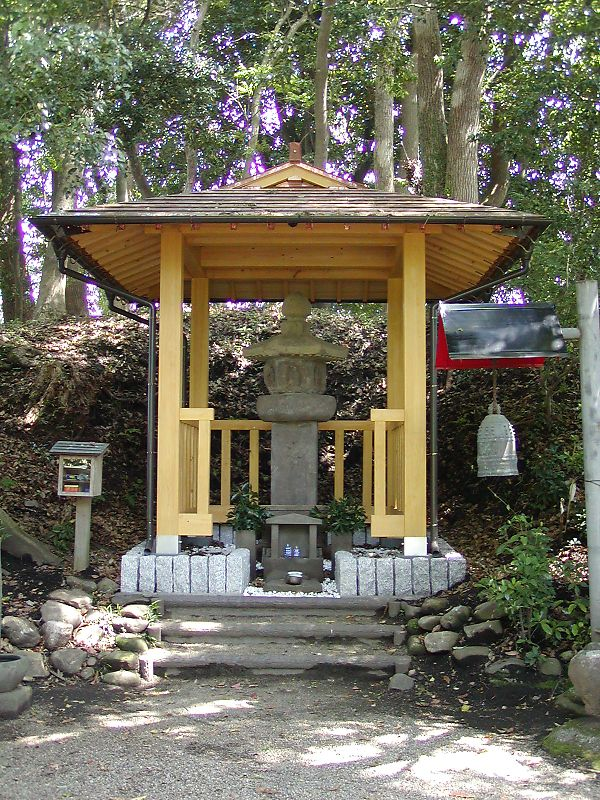
宗麟原供養塔

宗麟原供養塔（そうりんばるくようとう）は、宮崎県児湯郡川南町にある供養塔である。昭和8年（1933年）、国の史跡に指定された。

## 概要
天正6年(1578年)11月12日に、島津氏・大友氏と間で繰り広げられた九州争覇戦である「高城合戦（耳川の戦い）」の戦没者を、敵味方の別なく供養する目的で建立された六地蔵塔である。建立の年月日は天正13年(1585年)2月彼岸（銘文より）。建立の経費は、全て山田有信の負担したものである。
供養塔の材料は、宮崎県清武産の硬質な凝灰岩が使われている。明治期の廃仏毀釈の際には破却され、供養塔の東にある地蔵谷という谷の底に捨てられた。地元の言い伝えによると、大正年間に地域の住民が現在の位置に戻したとのことであるが、正確な文献記録は残っていない。
廃仏毀釈の名残として、六地蔵の全てが工具で損壊を受けている（小さい損壊では鼻を削ぎ落としている）。その他の部品の欠損も著しく、現在の供養塔には基壇は全くなく、蓮弁には大きな破壊痕があり、六地蔵直下の高欄もない。最上部の相輪-笠形も本来の物とは違う部品を間に合わせで載せていることが知られている（大正年間の復旧によるもので、史跡となった昭和8年（1933年）には既に今の状態であった）。後年、地蔵谷の圃場整備の際に、本来の笠形らしき部品が発見されたが、届け出られることなく廃棄されている。
供養塔の背後の供養塚は、80尺四方が板塀で囲まれ、南側に溝で囲まれた40尺四方の祭場が付属していたことが確認されている。また、供養塚・祭場とも、表面がアカホヤで覆われていたことが、表土直下の土壌中に存在する火山ガラスの状況から、確実視されている。